# Karasu (Euphrat-Quellfluss)
Der Karasu (türkisch für „schwarzes Wasser“), auch Westlicher Euphrat, ist ein Fluss in der östlichen Türkei. In der Antike und zu den Zeiten des Byzantinischen Reiches trug er den griechischen Namen Τηλεβόας (Telebóas).
Er bildet den nördlichen (rechten) Quellfluss des Euphrat und entspringt am Dumlu Dağı, einem Ausläufer der Mescit Dağları, nordöstlich der Provinzhauptstadt Erzurum und südlich der Kreisstadt Tortum. Das Wasser dieser Quellen legt bis zur Vereinigung mit dem Murat zum Euphrat 470 km zurück. Der Karasu fließt zunächst nach Südwesten in Richtung der Stadt Erzurum und dann weiter durch die Tallandschaften der Provinzen Erzurum und Erzincan nach Westen. Dann beschreibt er einen weiten Linksbogen nach Süden, um von Nordwesten in den Keban-Stausee zu münden. Hier vereinigt er sich mit dem Wasser des von Osten kommenden Murat zum Euphrat.